# 1061. grenadirski polk (Wehrmacht)
1061. grenadirski polk (izvirno nemško 1061. Grenadier-Regiment; kratica 1061. GR) je bil pehotni polk Heera v času druge svetovne vojne.

## Zgodovina
Polk je bil ustanovljen januarja 1944 in razpuščen aprila istega leta.